# Rhodometra aucta
Rhodometra aucta är en fjärilsart som beskrevs av Krausse 1913. Rhodometra aucta ingår i släktet Rhodometra och familjen mätare. Inga underarter finns listade.